# Calamagrostis angustifolia
Calamagrostis angustifolia là một loài thực vật có hoa trong họ Hòa thảo. Loài này được Kom. mô tả khoa học đầu tiên năm 1926.